# Liste der Nummer-eins-R&B-Alben in den USA (1968)
Dies ist eine Liste der Nummer-eins-Alben in den von Billboard ermittelten Verkaufscharts für R&B-Alben in den USA im Jahr 1968. In diesem Jahr gab es zehn Nummer-eins-Alben.
| ← 1967 ← | Liste der Nummer-eins-R&B-Alben in den USA | Liste der Nummer-eins-R&B-Alben in den USA  | Liste der Nummer-eins-R&B-Alben in den USA     | 1969 →                    |
| \| Zeitraum \| Wo. ges. \| Interpret \| Titel \| Zusätzliche Informationen \| \| (Zeitraum, Wochen auf Platz eins, Interpret, Titel, zusätzliche Informationen) \| \| \| \| \| \| ------------------------------------------------------------------------------ \| -------- \| ------------------------------------------- \| -------------------------------------------------- \| ------------------------- \| \| 30. Dezember 1967 – 5. Januar 1968 1 Woche (insgesamt 12) \| 12 \| Diana Ross & The Supremes \| Greatest Hits[1] \| - \| \| 6. Januar 1968 – 23. Februar 1968 7 Wochen (insgesamt 7) \| 7 \| The Temptations \| The Temptations in a Mellow Mood[2] \| - \| \| 24. Februar 1968 – 1. März 1968 1 Woche (insgesamt 1) \| 1 \| Otis Redding \| The History of Otis Redding[3] \| - \| \| 2. März 1968 – 19. April 1968 7 Wochen (insgesamt 7) \| 7 \| Aretha Franklin \| Lady Soul[4] \| - \| \| 20. April 1968 – 26. April 1968 1 Woche (insgesamt 1) \| 1 \| Otis Redding \| The Dock of the Bay[5] \| - \| \| 27. April 1968 – 10. Mai 1968 2 Wochen (insgesamt 9) \| 9 \| Aretha Franklin \| Lady Soul \| - \| \| 11. Mai 1968 – 17. Mai 1968 1 Woche (insgesamt 2) \| 2 \| Otis Redding \| The Dock of the Bay \| - \| \| 18. Mai 1968 – 21. Juni 1968 5 Wochen (insgesamt 14) \| 14 \| Aretha Franklin \| Lady Soul \| - \| \| 22. Juni 1968 – 5. Juli 1968 2 Wochen (insgesamt 2) \| 2 \| The Temptations \| The Temptations Wish It Would Rain[6] \| - \| \| 6. Juli 1968 – 12. Juli 1968 1 Woche (insgesamt 3) \| 3 \| Otis Redding \| The Dock of the Bay \| - \| \| 13. Juli 1968 – 26. Juli 1968 2 Wochen (insgesamt 16) \| 16 \| Aretha Franklin \| Lady Soul \| - \| \| 27. Juli 1968 – 13. September 1968 7 Wochen (insgesamt 7) \| 7 \| Aretha Franklin \| Aretha Now[7] \| - \| \| 14. September 1968 – 20. September 1968 1 Woche (insgesamt 3) \| 3 \| The Temptations \| The Temptations Wish It Would Rain \| - \| \| 21. September 1968 – 22. November 1968 9 Wochen (insgesamt 16) \| 16 \| Aretha Franklin \| Aretha Now \| - \| \| 23. November 1968 – 29. November 1968 1 Woche (insgesamt 1) \| 1 \| O. C. Smith \| Hickory Holler Revisited[8] \| - \| \| 30. November 1968 – 6. Dezember 1968 1 Woche (insgesamt 17) \| 17 \| Aretha Franklin \| Aretha Now \| - \| \| 7. Dezember 1968 – 20. Dezember 1968 2 Wochen (insgesamt 1) \| 1 \| Smokey Robinson & The Miracles \| Special Occasion[9] \| - \| \| 21. Dezember 1968 – 27. Dezember 1968 1 Woche (insgesamt 1) \| 1 \| Diana Ross & The Supremes & The Temptations \| Diana Ross & the Supremes Join The Temptations[10] \| - \| |                                            |                                             |                                                |                           |
| ← 1967 |                                            |                                             |                                                | → 1969 →                  |
| Zeitraum | Wo. ges.                                   | Interpret                                   | Titel                                          | Zusätzliche Informationen |
| (Zeitraum, Wochen auf Platz eins, Interpret, Titel, zusätzliche Informationen) |                                            |                                             |                                                |                           |
| 30. Dezember 1967 – 5. Januar 1968 1 Woche (insgesamt 12) | 12                                         | Diana Ross & The Supremes                   | Greatest Hits                                  | -                         |
| 6. Januar 1968 – 23. Februar 1968 7 Wochen (insgesamt 7) | 7                                          | The Temptations                             | The Temptations in a Mellow Mood               | -                         |
| 24. Februar 1968 – 1. März 1968 1 Woche (insgesamt 1) | 1                                          | Otis Redding                                | The History of Otis Redding                    | -                         |
| 2. März 1968 – 19. April 1968 7 Wochen (insgesamt 7) | 7                                          | Aretha Franklin                             | Lady Soul                                      | -                         |
| 20. April 1968 – 26. April 1968 1 Woche (insgesamt 1) | 1                                          | Otis Redding                                | The Dock of the Bay                            | -                         |
| 27. April 1968 – 10. Mai 1968 2 Wochen (insgesamt 9) | 9                                          | Aretha Franklin                             | Lady Soul                                      | -                         |
| 11. Mai 1968 – 17. Mai 1968 1 Woche (insgesamt 2) | 2                                          | Otis Redding                                | The Dock of the Bay                            | -                         |
| 18. Mai 1968 – 21. Juni 1968 5 Wochen (insgesamt 14) | 14                                         | Aretha Franklin                             | Lady Soul                                      | -                         |
| 22. Juni 1968 – 5. Juli 1968 2 Wochen (insgesamt 2) | 2                                          | The Temptations                             | The Temptations Wish It Would Rain             | -                         |
| 6. Juli 1968 – 12. Juli 1968 1 Woche (insgesamt 3) | 3                                          | Otis Redding                                | The Dock of the Bay                            | -                         |
| 13. Juli 1968 – 26. Juli 1968 2 Wochen (insgesamt 16) | 16                                         | Aretha Franklin                             | Lady Soul                                      | -                         |
| 27. Juli 1968 – 13. September 1968 7 Wochen (insgesamt 7) | 7                                          | Aretha Franklin                             | Aretha Now                                     | -                         |
| 14. September 1968 – 20. September 1968 1 Woche (insgesamt 3) | 3                                          | The Temptations                             | The Temptations Wish It Would Rain             | -                         |
| 21. September 1968 – 22. November 1968 9 Wochen (insgesamt 16) | 16                                         | Aretha Franklin                             | Aretha Now                                     | -                         |
| 23. November 1968 – 29. November 1968 1 Woche (insgesamt 1) | 1                                          | O. C. Smith                                 | Hickory Holler Revisited                       | -                         |
| 30. November 1968 – 6. Dezember 1968 1 Woche (insgesamt 17) | 17                                         | Aretha Franklin                             | Aretha Now                                     | -                         |
| 7. Dezember 1968 – 20. Dezember 1968 2 Wochen (insgesamt 1) | 1                                          | Smokey Robinson & The Miracles              | Special Occasion                               | -                         |
| 21. Dezember 1968 – 27. Dezember 1968 1 Woche (insgesamt 1) | 1                                          | Diana Ross & The Supremes & The Temptations | Diana Ross & the Supremes Join The Temptations | -                         |